# Krimsekt

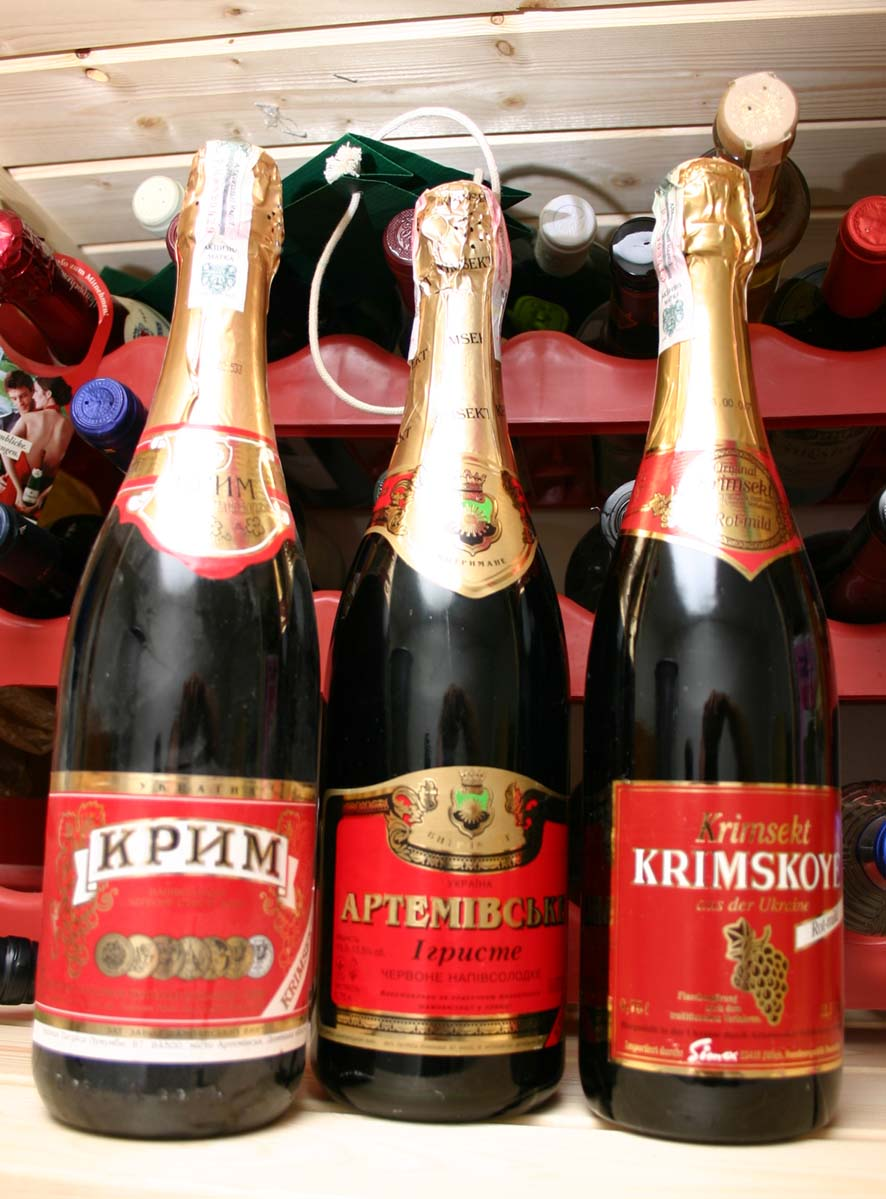
Krimsekt verschiedener Marken

Krimsekt (russisch Шампанское/Schampanskoje, ukrainisch шампаньске/Schampanske) ist ein Schaumwein, der nach der Halbinsel Krim benannt ist und im nördlichen Schwarzmeerraum erzeugt wird. In der Sowjetzeit wurde er als Sowjetskoje Schampanskoje (Советское Шампанское) auch offiziell angepriesen und vertrieben.

## Geschichte
Der Schaumwein wurde erstmals 1799 in Sudak und Aluschta auf der Halbinsel Krim erzeugt und exklusiv für den russischen Zarenhof in Sankt Petersburg hergestellt. Ende des 19. Jahrhunderts begann Fürst Lew Golizyn die Großproduktion auf seinem Weingut Nowi Swet bei Sudak und gründete für den russischen Zar Nikolaus II. im Jahre 1894 das Weingut Massandra. Nachdem der Krimsekt auf der Weltausstellung Paris 1900 mit dem Grand Prix ausgezeichnet worden war, erlangte er internationale Popularität.

## Herstellung
Es gibt weißen und roten Krimsekt. Für den weißen Sekt werden die Rebsorten Pinot Gris, Riesling, Aligoté und Chardonnay verwendet. Der rote Krimsekt wird aus den Sorten Cabernet Sauvignon, Merlot, Saperawi und Matrassa hergestellt.
Zur Flaschengärung wird der Sektgrundwein auf Flaschen gefüllt und mit Zucker und Hefe vergoren. Weißer Sekt reift anschließend neun Monate lang. Danach werden die Hefeteilchen abgerüttelt. Die Hefe sammelt sich im Flaschenhals und wird durch Degorgieren wie ein Pfropfen entfernt. Das dabei entwichene Volumen wird durch Wein, Traubensaft oder Zucker, die sogenannte Dosage, ausgeglichen. Je nach gewünschter Qualität reift der Sekt anschließend noch zwei bis drei Jahre in kühlen Gewölben. Bei rotem Sekt währt die Prozedur zwischen neun Monaten und bis zu einem Jahr.

## Herkunft

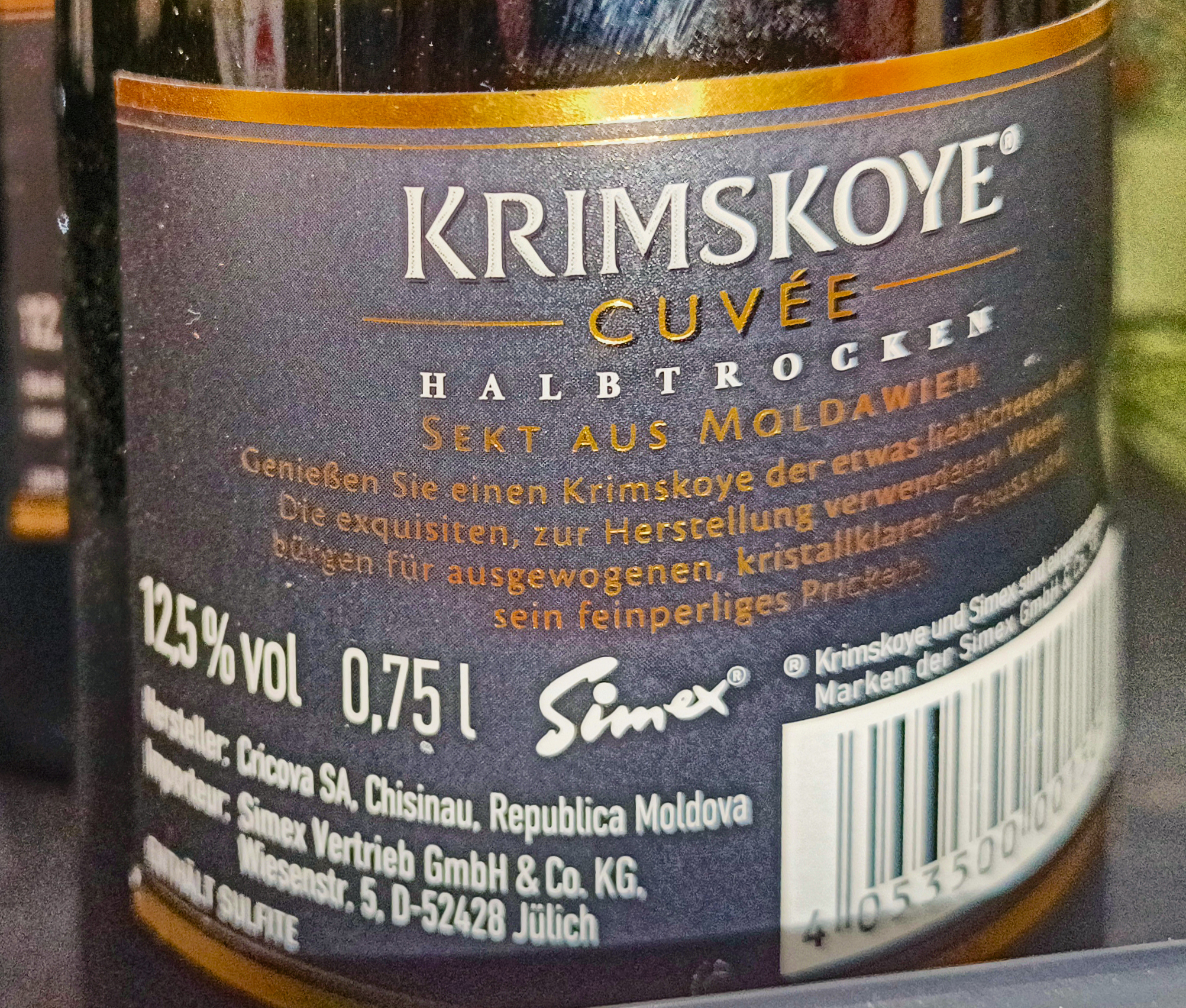
Krimsekt aus Moldawien

Anders als bei Champagner ist der Name Krimsekt nicht mit einer bestimmten Herkunftsregion verbunden. Die Trauben für Krimsekt dürfen auch außerhalb der Krim wachsen. Er wird nicht nur in Sudak und Sewastopol auf der Krim gekeltert, sondern auch in Odessa, Kiew, Charkiw und vor 2022 insbesondere in Bachmut. Dort wurden früher jährlich rund 50 Millionen Flaschen produziert. Er kam unter verschiedenen Markennamen in den Handel, u. a. Krimskoye, Krim, Zarskoje, Ukrainskoje oder Fürst Alexej. Markeninhaber für Krimskoye ist in Deutschland die Firma Simex, der Sekt stammt aus Moldawien von der Kellerei Cricova.

## Heutiger Status
Nach der Besetzung und Annexion der Krim durch die Russische Föderation im Jahre 2014, wurden von der EU am 25. Juli 2014 auch Sanktionen gegen ehemalige ukrainische Unternehmen verhängt, die im Zuge der Besetzung durch die Russische Föderation enteignet wurden. Unter diesen Unternehmen befinden sich auch der „staatliche Konzern "Nationale Erzeugervereinigung Massandra"“, das „staatliche Nationale Weininstitut Magarach (auch Magaratsch)“, und der „Schaumweinhersteller Novy Svet“, alle auf der Krim ansässig und an der Herstellung von Krimsekt beteiligt. Seither gelangen von der Krim keine Erzeugnisse mehr in die Ukraine und die EU.
Gegenwärtig stammt praktisch der gesamte in der Europäischen Union erhältliche Krimsekt aus Moldawien und Gebieten der Ukraine, die im Zuge des russischen Überfalles auf die Ukraine im Jahre 2022 nicht besetzt sind.